# سيلفيا لوبيز
سيلفيا لوبيز (بالفرنسية: Sylvia Lopez)‏ هي عارضة وممثلة فرنسية، ولدت في 24 أغسطس 1936 بالدائرة السادسة عشرة في باريس في فرنسا، وتوفيت في 20 نوفمبر 1959 بالدائرة الأولى في باريس في فرنسا بسبب ابيضاض الدم.

## وصلات خارجية
- سيلفيا لوبيز على موقع IMDb (الإنجليزية)
- سيلفيا لوبيز على موقع أول موفي (الإنجليزية)
- سيلفيا لوبيز على موقع قاعدة بيانات الفيلم (الإنجليزية)